# كالي فان بالي
كالي ڤان بالي (بالإنجليزية:  Kali VanBaale)‏ (و.20 يونيو 1975-) روائية أمريكية. حصلت روايتها الأولى هي The space between على جائزة الكتاب الأمريكي في عام 2007 كما حصلت على الميدالية الفضية للناشرين المستقلين للخيال العام، وأيضًا، جائزة فريد بوني التذكارية للروائي الأول عام 2006، وروايتها الثانية كانت بعنوان The Good Divide والتي أُصدرت في عام 2016.
حضرت كلية مجتمع إنديان هيلز. وتعيش خارج دي موين مع عائلتها.

## روابط خارجية
- الموقع الرسمي
- "Book festival underway in Adel", Radio Iowa website
- "Bondurant woman's book involves school shooting", Radio Iowa website